# Gánovce
Gánovce es un municipio del distrito de Poprad en la región de Prešov, Eslovaquia, con una población estimada a final del año 2024 de 1408 habitantes.
Se encuentra ubicado al oeste de la región, cerca del río Poprad (cuenca hidrográfica del río Vístula) y de la frontera con la región de Žilina.

## Demografía
| Año        | 1994 | 2004     | 2014     | 2024    |
| ---------- | ---- | -------- | -------- | ------- |
| Población  | 768  | 1069     | 1348     | 1408    |
| Diferencia |      | +39,19 % | +26,09 % | +4,45 % |

| Año        | 2023 | 2024    |
| ---------- | ---- | ------- |
| Población  | 1403 | 1408    |
| Diferencia |      | +0,35 % |